# Shahrekord
Shahrecord (o Shahr-e Kord, en persa, شهركرد) és una ciutat del districte Central del comtat de Shahrecord de la província de Chahar Mahall i Bakhtiari de l'Iran. La ciutat exerceix de capital i és la ciutat més poblada del districte, del comtat homònim i de la província de Chahar Mahali i Bakhtiari. Està situada al centre del país, a 90 km d'Esfahan, la tercera ciutat del país.
Shahrecord està situada a 2.070 m. sobre el nivell del mar i té una població de 190.440 habitants (2016).

## Etimologia
Shahr-e Kord significa "ciutat dels kurds". A l'antiguitat, el lloc era anomenat "Dezh Gord", segons l'orientalista germànic Josef Wiesehöfer: "Dezh" significa "fortalesa" i "gord", "heroi".
Després de la conquesta musulmana de Pèrsia, es va passar a dir "Deh Kord". "Deh" significa "poble" i "gord" esdevé "kord" degut a que l'alfabet àrab no té les lletres "g" ni "zh".
El 1935 la ciutat passa a tenir el nom actual, en que "deh" és canviat per "shahr", que significa "ciutat". Això reflecteix el creixement de la mateixa. Per altra banda, els Luris s'havien considerat com "Kurds" en la literatura posterior a la conquesta islàmica. Michael M. Gunter afirma que els "Luris" estava relacionat amb els "kurds" però que fa uns 1.000 anys es van començar a distingir com a diferents dels altres.

## Geografia
Shahrekord està situada a 84 km al sud-oest d'Esfahan. Respecte a altres ciutats de l'Iran, està a 257 km de Qom, a 234 km d'Ahwaz, a 303 km de Saveh i a 578 km de Teheran. Està situada a 614 km de Bagdad, capital de l'Iraq. Respecte a punts geogràfics, està a 3.594 km de l'equador, a 6.413 km del pol nord i a 13.602 km del pol sud.
A nivell topogràfic, està situada al nord de les muntanyes Zagros, a 2.070 metres sobre el nivell del mar, cosa que la converteix en la capital provincial més alta de l'Iran.

### Clima
Shahrekord gaudeix d'un clima continental humit (Dsa, segons la Classificació climàtica de Köppen i Dc segons la Classificació climàtica de Trewartha). Els seus estius tenen dies calorosos i nits fresques. Els dies d'hiverns són freds i a les nits la temperatura baixa dels zero graus. La mitjana anual de la seva temperatura és de 11,4°C. El 29 de desembre del 2004 es va enregistrar la seva temperatura mínima, -32,4°C i el 15 de juliol de 1977, la màxima: 42 °C. El mes més fred és el gener i el juliol és el més càlid. Tot i que a l'hivern té una humitat moderada o alta, a l'estació seca pràcticament no hi plou, excepte a l'abril i el maig.

## Demografia
El 2016 Shahrekrord té 190.441 habitants.
Entre la seva població hi ha perses, luris i túrquics.

## Història

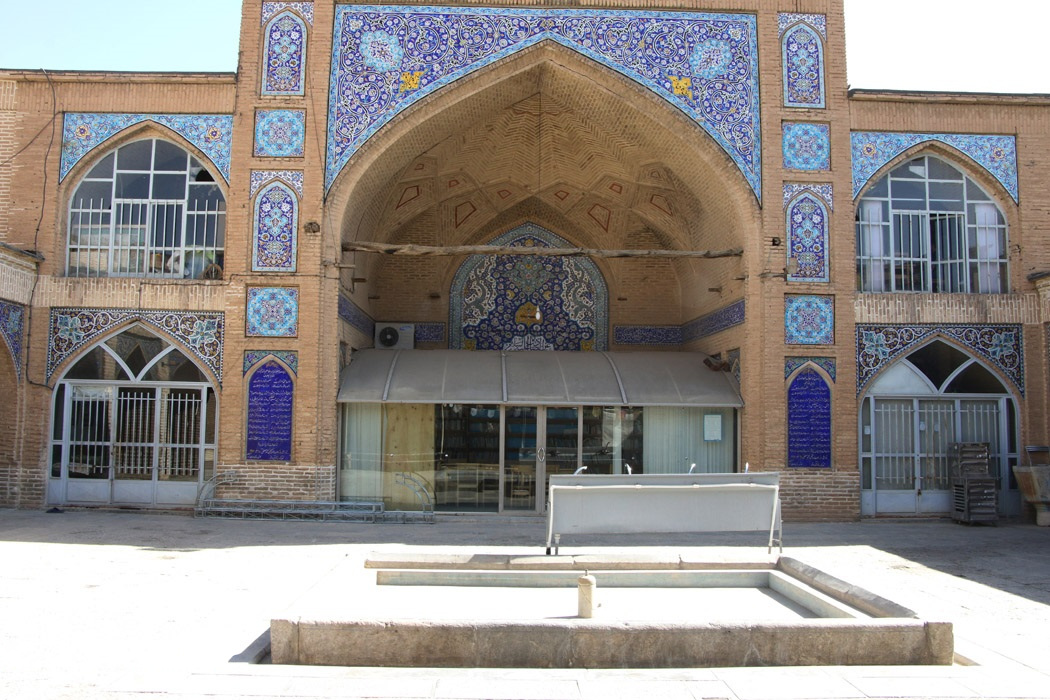
Mesquita Jam'e de Sahrekord

A Shahrekord s'hi han trobat monedes de l'Imperi Sassànida i de l'Imperi Part.
La ciutat té més de 9000 anys d'història i és considerada com una de les regions antigues de l'Iran. Els textos històrics l'han al·ludit com "Chaleshtar", seu governamental que es posa en evidència en les restes del seu castell. Segons alguns disponibles, la mesquita de l'Imam Sadeh, coneguda com a Mesquita d'Atabakan es construeix quan la ciutat és dominada per un atabakan, un "canciller" pels faris. Aquesta mesquita estava al centre de l'actual ciutat. Un molí d'oli i el basar tradicional també són mostres de l'antiguitat de la ciutat.
El 1952 Shahrecord obté el títol de ciutat.

## Economia i infraestructures

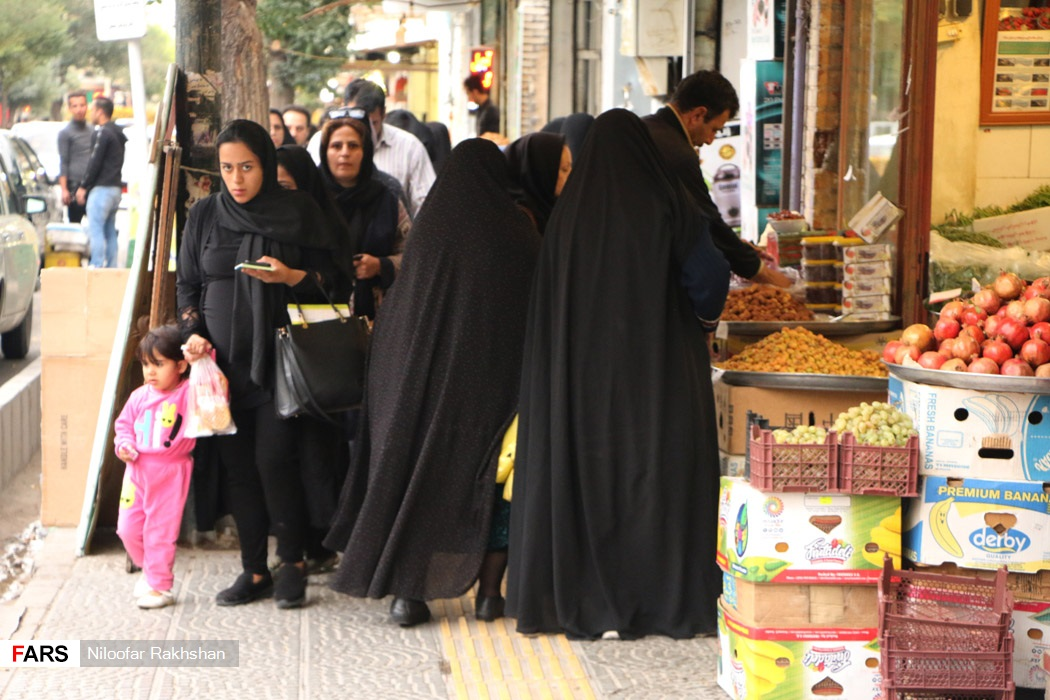
Basar de Shahrekord

A la ciutat hi ha indústries que produeixen mosaics, arròs molt, teixits, maons, alfombres i sucs de fruita, entre d'altres.  La Barfab Company fàbrica d'electrodomèstics, que emplea uns 1400 treballadors, és l'empresa privada més gran de la província. Shahrekord té una estació de telegrafia, una planta tèrmica de producció d'electricitat i un repetidor de telecomunicacions.

### Transports
A Shahrekord hi ha un aeroport domèstic però l'aeroport internacional més proper és el d'Esfahan, a 108 km. Hi ha un projecte per a construir una línia de ferrocarril que uneixi la ciutat amb l'estació de Hasanabad, a 90 km de distància.

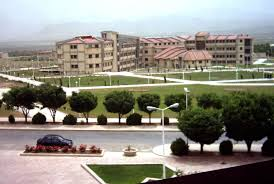
Universitat de Sharekord

## Educació
La ciutat és la seu de tres universitats: la universitat pública Shahr-e Kord Universitay (SKU), la Shahr-e Kord University of Medical Sciences (SKUMS) i la Islamic Azad University de Sahrekord (IAUSHK).

## Ciutats agermanades
Shahrekord està agermanada amb la capital del Tadjikistan, Duixanbe.

## Persones notables
El pintor Arhavan Kosravi és nat a Shahrekord.

## Galeria d'imatges

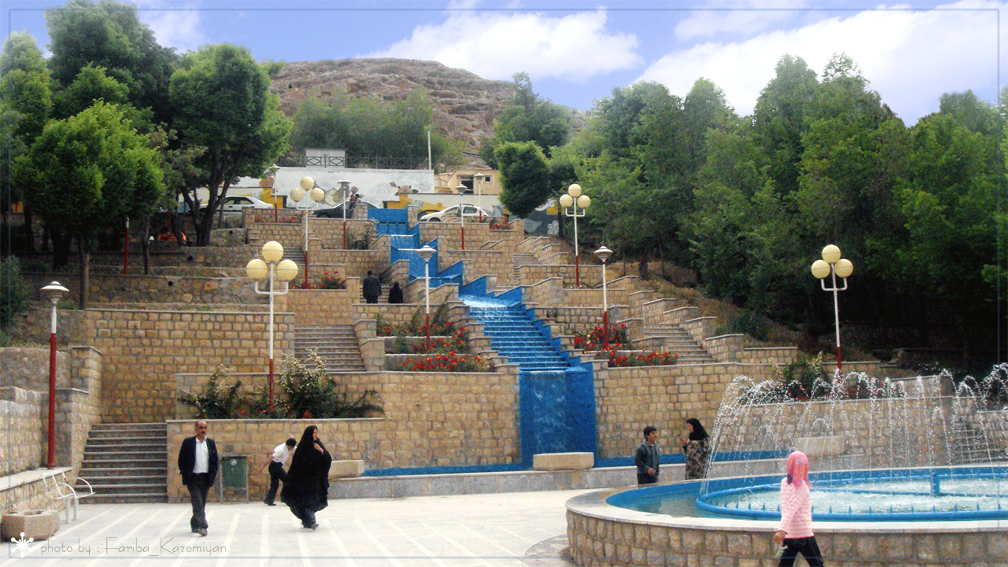
Parc Mellat , Shahr-e Kord
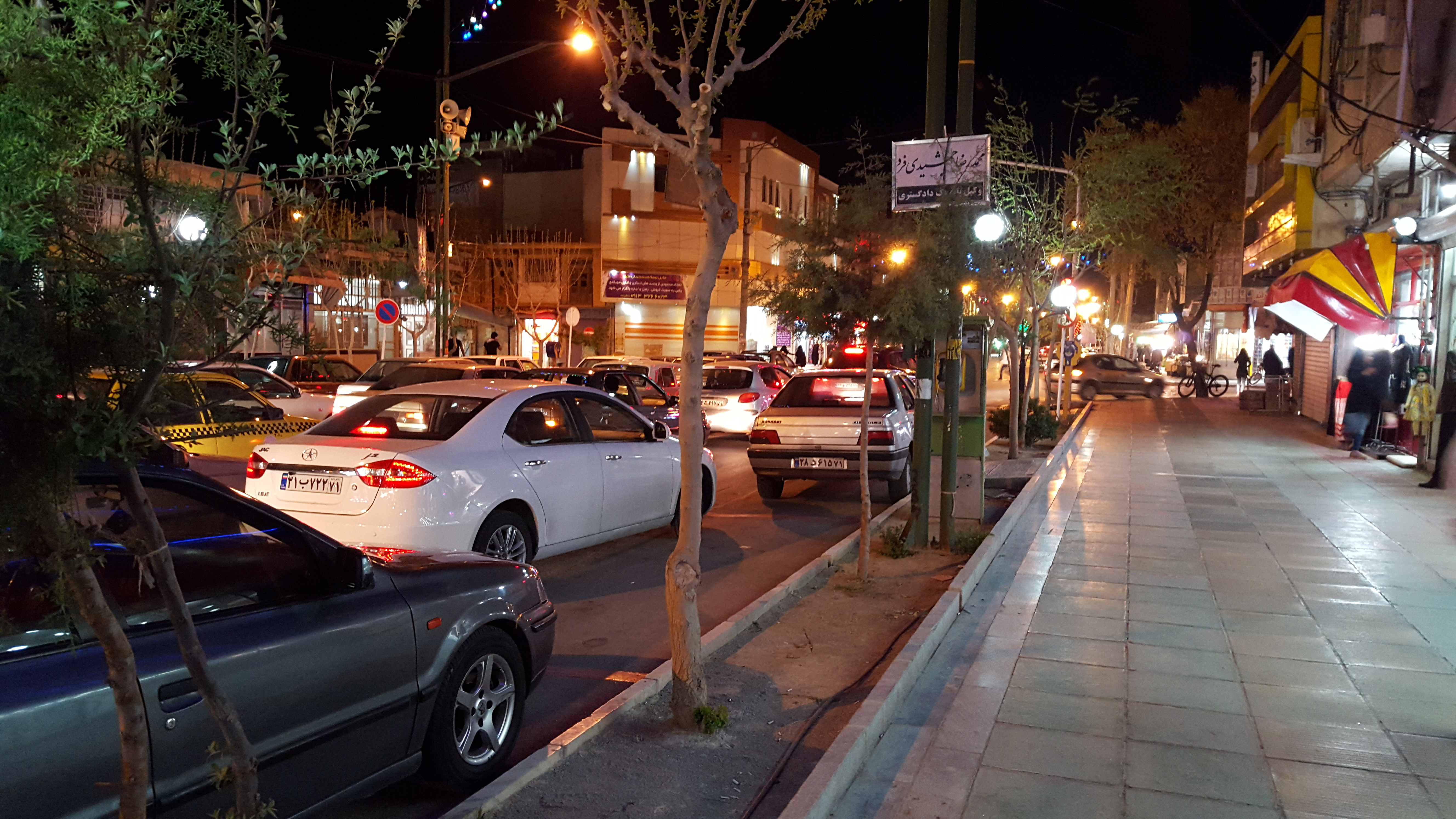
Intersecció del Bazaar al cor de la ciutat
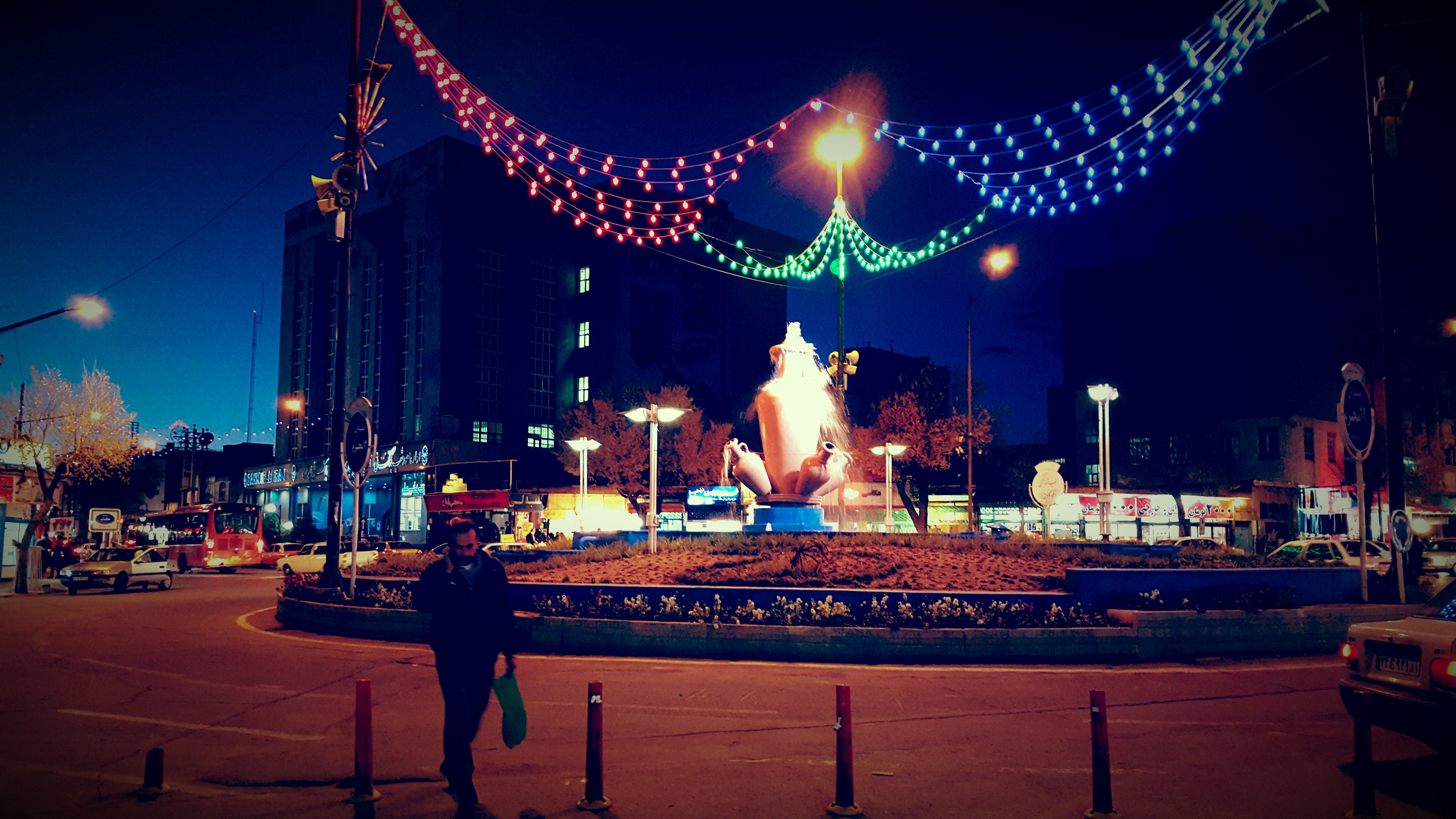
Plaça Abi
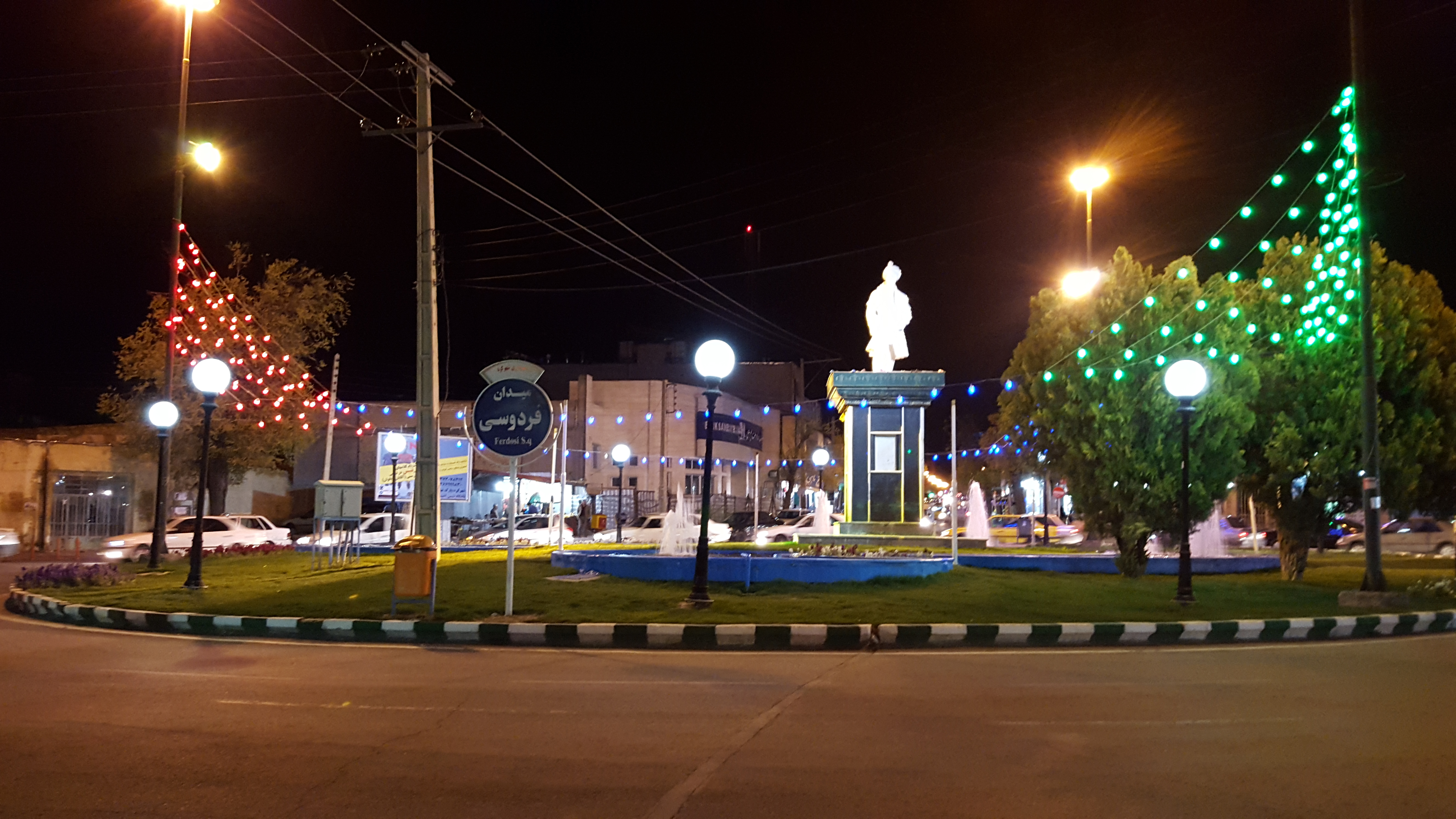
Plaça Ferdowsi
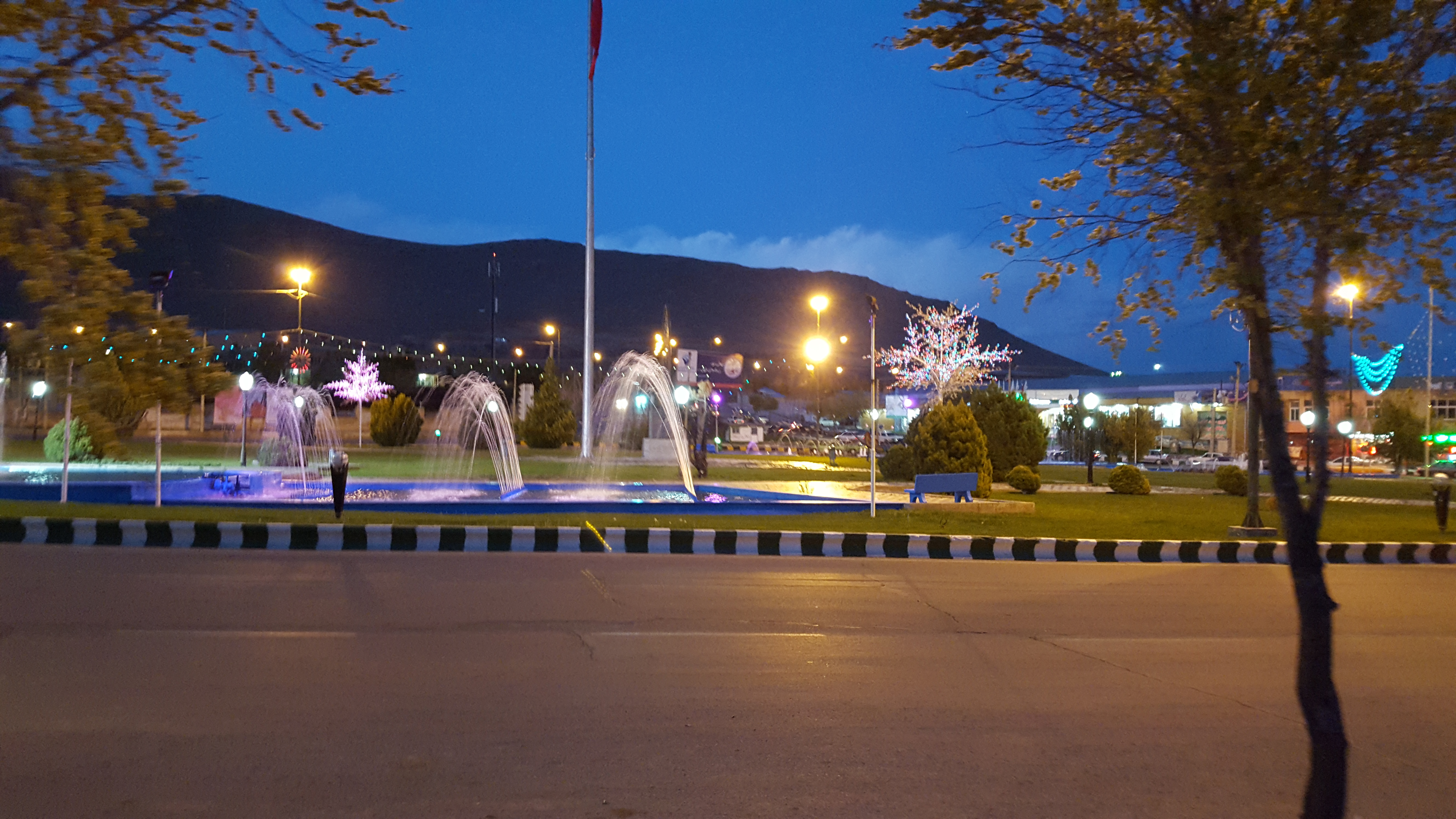
Plaça Imam Hossein
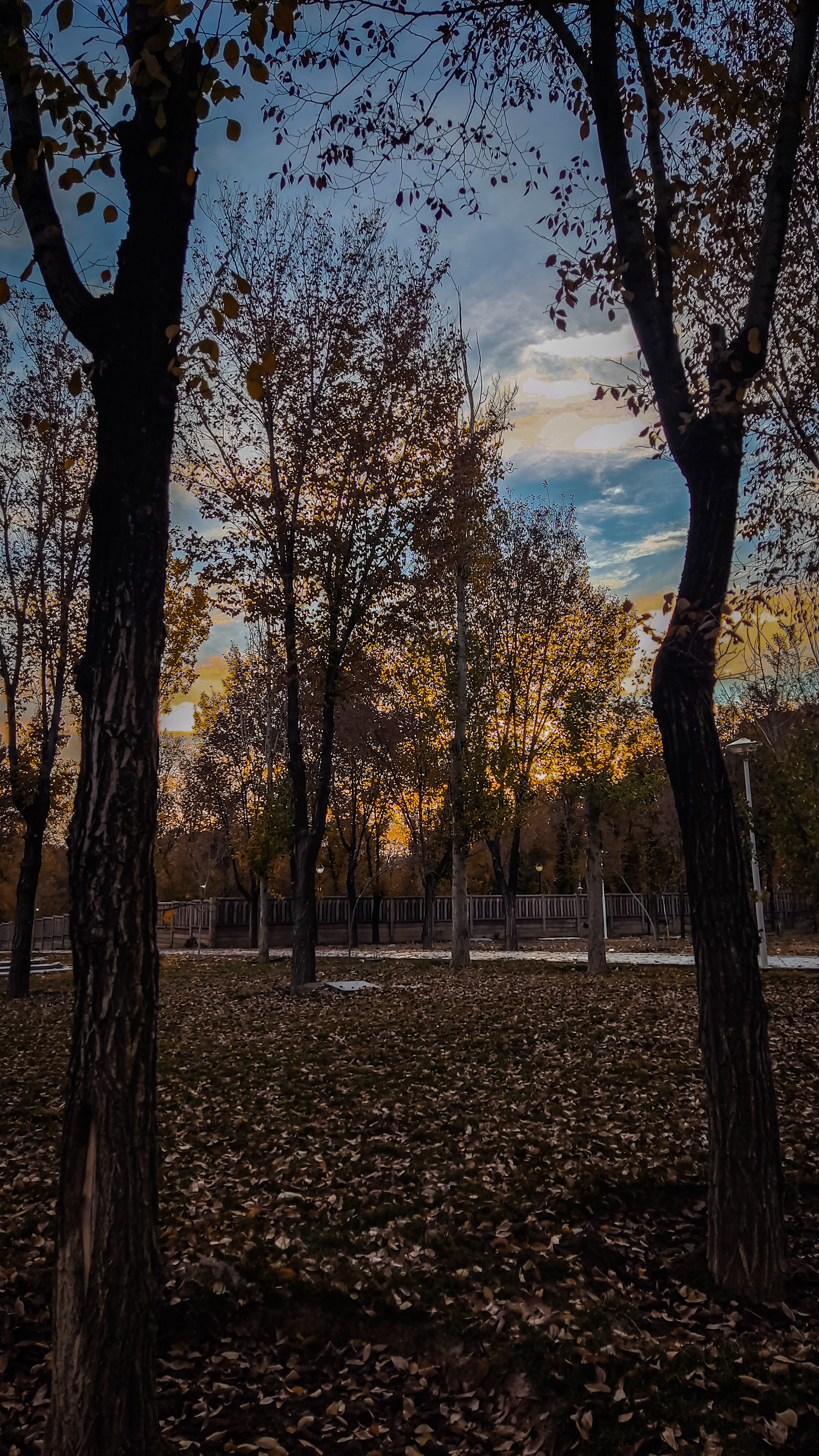
Bostane Madar